# جک برند
جک برند (انگلیسی: Jack Brand؛ زادهٔ ۴ آوریل ۱۹۵۳) بازیکن فوتبال اهل کانادا بود.
وی همچنین در تیم‌های ملی فوتبال کانادا بازی کرده‌است.